# العلاقات الفلبينية البريطانية
العلاقات الفلبينية البريطانية هي العلاقات الثنائية التي تجمع بين الفلبين والمملكة المتحدة.

## مقارنة بين البلدين
هذه مقارنة عامة ومرجعية للدولتين:
| وجه المقارنة                                              | الفلبين                       | المملكة المتحدة                 |
| --------------------------------------------------------- | ----------------------------- | ------------------------------- |
| المساحة (كم2)                                             | 343.45 ألف                    | 242.50 ألف                      |
| عدد السكان (نسمة)                                         | 104.92 مليون                  | 66.02 مليون                     |
| الكثافة السكانية (ن./كم²)                                 | 305.49                        | 272.25                          |
| العاصمة                                                   | مانيلا                        | لندن                            |
| اللغة الرسمية                                             | اللغة الفلبينية، لغة إنجليزية | لغة إنجليزية، اللغة الويلزية    |
| العملة                                                    | بيسو فلبيني                   | جنيه إسترليني                   |
| الناتج المحلي الإجمالي (بليون دولار)                      | 313.60 مليار                  | 2.62 تريليون                    |
| الناتج المحلي الإجمالي (تعادل القوة الشرائية) بليون دولار | 743.90 مليار                  | 2.72 تريليون                    |
| الناتج المحلي الإجمالي الاسمي للفرد دولار أمريكي          | 2.90 ألف                      | 43.88 ألف                       |
| الناتج المحلي الإجمالي للفرد دولار أمريكي                 | 7.39 ألف                      | 40.23 ألف                       |
| مؤشر التنمية البشرية                                      | 0.668                         | 0.907                           |
| رمز المكالمات الدولي                                      | +63                           | +44                             |
| رمز الإنترنت                                              | .ph                           | .uk، .gb                        |
| المنطقة الزمنية                                           | توقيت الفلبين                 | توقيت غرينيتش، توقيت غرب أوروبا |

## منظمات دولية مشتركة
يشترك البلدان في عضوية مجموعة من المنظمات الدولية، منها:
| علم المنظمة | اسم المنظمة                               | تاريخ انضمام الفلبين | تاريخ انضمام المملكة المتحدة |
| ----------- | ----------------------------------------- | -------------------- | ---------------------------- |
|             | بنك التنمية الآسيوي                       | 1966                 | 1966                         |
|             | وكالة ضمان الاستثمار متعدد الأطراف        | 8 فبراير 1994        | 12 أبريل 1988                |
|             | الأمم المتحدة                             | 24 أكتوبر 1945       | 24 أكتوبر 1945               |
|             | الفريق المعني برصد الأرض                  | ?                    | ?                            |
|             | منظمة حظر الأسلحة الكيميائية              | ?                    | ?                            |
|             | سياتو                                     | ?                    | ?                            |
|             | منظمة التجارة العالمية                    | 1995                 | 1995                         |
|             | منظمة الشرطة الجنائية الدولية             | ?                    | ?                            |
|             | مؤسسة التنمية الدولية                     | 28 أكتوبر 1960       | 24 سبتمبر 1960               |
|             | يونسكو                                    | 21 نوفمبر 1946       | 4 نوفمبر 1946                |
|             | الاتحاد البريدي العالمي                   | ?                    | ?                            |
|             | البنك الدولي للإنشاء والتعمير             | 27 ديسمبر 1945       | 27 ديسمبر 1945               |
|             | المنظمة الهيدروغرافية الدولية             | ?                    | ?                            |
|             | الاتحاد الدولي للاتصالات                  | 25 مايو 1912         | 24 فبراير 1871               |
|             | مؤسسة التمويل الدولية                     | 12 أغسطس 1957        | 20 يوليو 1956                |
|             | المركز الدولي لتسوية المنازعات الاستشارية | 17 ديسمبر 1978       | 18 يناير 1967                |

## وصلات خارجية
- موقع وزارة الخارجية الفلبينية
- موقع وزارة الخارجية البريطانية